# Dypsis leptocheilos
Dypsis leptocheilos là loài thực vật có hoa thuộc họ Arecaceae. Loài này được (Hodel) Beentje & J.Dransf. mô tả khoa học đầu tiên năm 1995.